# 葛シャリ
葛シャリ（くずシャリ）は、神奈川県横須賀市にある、できたて屋が販売している「溶けない不思議なキャンディー」というキャッチコピーの、一般的にはアイスキャンディーのような冷凍菓子である。
できたて屋主人の千葉恵一が、かつて神奈川県川崎市にあった「仙台屋総本店」（正式には「仙台」の漢字は旧字）において常務として勤めていた頃に開発し、
テレビ番組『ぶらり途中下車の旅』1999年7月3日放送分において阿藤海が川崎の銀柳街を訪れた際に紹介している。その後、2002年6月14日に商標（登録番号第4576482）として登録されている。
くずしゃり、くずシャリ、葛しゃりなどと表記されることもあるが、商標として正確には「葛シャリ」。

## 特徴
未確定ではあるが1985年ごろには仙台屋で販売しており、仙台屋で販売時には「夏場限定の和菓子屋のアイスキャンディー」として販売していた。
見た目には一般的な氷菓と同じアイスキャンディーの形をしており、アイスバーと形容される形と言える。
しかし、氷菓が外気温で溶けることに対し、くずシャリは液体に戻るなどの溶け方をせず、尚且つ溶けても再冷凍が可能で味がほとんど落ちない特徴を持っている。
また、凍らせても氷のように固くならず、弾力ある食感が楽しめる。
食感はグミと言う感想であったり、ゼリーという感想であったり、寒天という感想であったりと、食した人それぞれであるが、明らかにアイスキャンディーのそれとは違い、この点が一般的な氷菓との大きな違いと言える。
現在、できたて屋で販売しているものは、主要なラインナップとして苺味、マスクメロン味、みかん味、小豆味の4種類を販売している。